# リヒャルト・マーク
リヒャルト・オットー・マーク（Richard Otto Maack 、または Richard Karlovic Maak、ロシア語: Ричард Карлович Маак; 1825年9月4日 – 1886年11月25日）は、ロシアの博物学者、地理学者、人類学者である。ロシアの極東地域、シベリアで研究した 。

## 経歴
1825年、ロシア帝国下のアレンスブルク(現エストニアの（クレサーレ)で生まれた。マークの生きた時代はエストニアはロシア帝国の一部であった。サンクトペテルブルク大学で自然科学を学び、1852年にイルクーツクの高校（Gymnasium）の教授になり、後に校長になった。1868年から1879年には北シベリアの学校の監督官を務めた。
1850年代に何度もシベリアを探検し、アムール川(1855年–1856年)、ウスリー川(1859年)も訪れた。1853年から1855年に行われたロシア地理学会のヴィリュイ川、チョーナ川流域の探検に参加し、山岳学、地質学、人口についての報告を行った。多くの新種の博物学的標本を収集した。
植物学の分野ではハシドイの変種、Syringa reticulata var. amurensisをカール・ヨハン・マキシモヴィッチと独立に発見したとされる。
マメ科の属名、Maackia (イヌエンジュ属) やスイカズラ科の種、Lonicera maackii (ハナヒョウタンボク) に献名されている。

## 著作
- Puteshestvie na Amur/Путешествие на Амур (Travels on the Amur). 1859. St. Petersburg.
- Puteshestvie po doline ryeki Ussuri/Путешествие в долину реки Уссури (Journey through the Ussuri river valley). 1861 St. Petersburg.
- Вилюйский округ Якутской области (Vilyuysky District Yakut area) (1877–86)
- Очерк флоры Уссурийской страны (Essay flora Ussuri country) 1862.
- Енисейская губерния (Yenisei province) in the "List of settlements Russian Empire".